# Chlorops grisecens
Chlorops grisecens är en tvåvingeart som beskrevs av Becker 1916. Chlorops grisecens ingår i släktet Chlorops och familjen fritflugor.
Artens utbredningsområde är Taiwan. Inga underarter finns listade i Catalogue of Life.